# 钱引
钱引是北宋的一种纸币。钱引意即兑换钱币的凭证。三年換發一次，称为一界。钱引上印有界分、年限以及面额等，并饰以各种图案花纹。后因不能兑现而贬值。
宋徽宗崇宁四年（1105年）改交子为钱引，用以代替贬值的交子。日後在南宋宝祐四年（1256年）被四川会子取代。